# Liste der denkmalgeschützten Objekte in Wängle
Die Liste der denkmalgeschützten Objekte in Wängle enthält die 8 denkmalgeschützten, unbeweglichen Objekte der Tiroler Gemeinde Wängle.

## Denkmäler
| Foto |                 | Denkmal | Standort                                       | Beschreibung | Metadaten |
| ---- | --------------- | --- | ---------------------------------------------- | --- | --- |
| ja   | Datei hochladen | Kapelle Hinterbichl HERIS-ID: 67417 Objekt-ID: 80370 TKK: 28342                                                           | bei Hinterbichl 11 Standort KG: Hinterbichl    | Die Kapelle wurde in den Jahren 1845/46 erbaut. Das Altargemälde vom Anfang des 19. Jahrhunderts wird Josef Anton Köpfle zugeschrieben. | BDA-Hist.: Q38116568 Status: § 2a Stand der BDA-Liste: 2025-06-30 Name: Kapelle Hinterbichl GstNr.: 1 Kolomankapelle, Hinterbichl                                                                                        |
| ja   | Datei hochladen | Kath. Pfarrkirche hl. Martin und ehem. Friedhof m. Kriegerdenkmal HERIS-ID: 56060 Objekt-ID: 65031 TKK: 28341, 33616      | gegenüber Höfener Straße 4 Standort KG: Wängle | Die barocke Kirche wurde 1702–1704 anstelle eines gotischen Vorgängerbaus errichtet. Die Deckenfresken „Einsetzung des Altarsakramentes“ und „Einsammlung des Manna in der Wüste“ stammen von Franz Anton Zeiller (1786), die Altarblätter „St.Martin“ und „Hl. Familie“ malte Paul Zeiller 1704.                              | BDA-Hist.: Q38069707 Status: § 2a Stand der BDA-Liste: 2025-06-30 Name: Kath. Pfarrkirche hl. Martin und ehem. Friedhof m. Kriegerdenkmal GstNr.: 1738 Pfarrkirche Wängle                                                |
| ja   | Datei hochladen | Herz-Jesu-Kapelle HERIS-ID: 67420 Objekt-ID: 80373 TKK: 28345                                                             | bei Höfener Straße Standort KG: Wängle         | Die einjochige gemauerte Kapelle wurde um 1900 errichtet. Sie ist mit einem Satteldach mit offenem hölzernen Dachreiter mit Zeltdach gedeckt. An der geschwungenen Giebelfassade befindet sich ein rundbogiges Portal. Der flach gewölbte Innenraum ist mit Pilastern und einem korbbogigen Chorbogen gegliedert.              | BDA-Hist.: Q38116588 Status: § 2a Stand der BDA-Liste: 2025-06-30 Name: Herz-Jesu-Kapelle GstNr.: 1822 Herz-Jesu-Kapelle, Wängle                                                                                         |
| ja   | Datei hochladen | Ortskapelle Dreifaltigkeitskapelle HERIS-ID: 67418 Objekt-ID: 80371 TKK: 28344                                            | gegenüber Holz 3 Standort KG: Wängle           | Die Kapelle mit einer Vorhalle wurde 1687 auf Kreuzform errichtet. Das Altargemälde der Heiligen Dreifaltigkeit stammt aus dem 19. Jahrhundert. | BDA-Hist.: Q38116578 Status: § 2a Stand der BDA-Liste: 2025-06-30 Name: Ortskapelle Dreifaltigkeitskapelle GstNr.: .192 Ortskapelle Holz, Wängle                                                                         |
| ja   | Datei hochladen | Widum HERIS-ID: 56059 Objekt-ID: 65030 TKK: 33615                                                                         | Kirchmairstraße 1 Standort KG: Wängle          | Das Widum südlich der Pfarrkirche ist ein mächtiger zweigeschoßiger Bau mit Krüppelwalmdach. Es wurde anstelle eines hölzernen Vorgängerbaues 1857/1858 erbaut. | BDA-Hist.: Q38069698 Status: § 2a Stand der BDA-Liste: 2025-06-30 Name: Widum GstNr.: 1739 Widum Wängle |
| ja   | Datei hochladen | Friedhof mit Torhaus, Kapelle und Kruzifixnische HERIS-ID: 67424 Objekt-ID: 80378 TKK: 33619, 33618                       | Laimbachweg Standort KG: Wängle                | Der Waldfriedhof südlich des Ortes am Leimbach wurde 1968 errichtet. Die Anlage umfasst ein überdachtes Torhaus und eine Totenkapelle. In die nördliche Umfassungsmauer ist eine hohe offene Rundbogennische eingebunden, darin befindet sich ein expressiv gestaltetes Kruzifix von Rudolf Geisler-Moroder aus dem Jahr 1976. | BDA-Hist.: Q38116607 Status: § 2a Stand der BDA-Liste: 2025-06-30 Name: Friedhof mit Torhaus, Kapelle und Kruzifixnische GstNr.: 1630, 1631 Friedhof Wängle                                                              |
| ja   | Datei hochladen | Ortskapelle Heiligstes Herz Mariae HERIS-ID: 67422 Objekt-ID: 80375 TKK: 28343                                            | gegenüber Winkl 15 Standort KG: Wängle         | Die rechteckige Kapelle mit eingezogenem Chorraum und Glockendachreiter wurde 1845 erbaut. Die Altarbilder stammen durchwegs aus der Mitte des 19. Jahrhunderts. | BDA-Hist.: Q38116598 Status: § 2a Stand der BDA-Liste: 2025-06-30 Name: Ortskapelle Heiligstes Herz Mariae GstNr.: 2078 Ortskapelle Winkl, Wängle                                                                        |
| ja   | Datei hochladen | Eisen- und römerzeitlicher Brandopferplatz „in Holz“ mit zugehörigem Fundbereich am „Lausbichl“ HERIS-ID: 247514seit 2023 | Standort KG: Wängle                            | | BDA-Hist.: Q119231469 Status: § 9-Feststellung Bodendenkmal Stand der BDA-Liste: 2025-06-30 Name: Eisen- und römerzeitlicher Brandopferplatz „in Holz“ mit zugehörigem Fundbereich am „Lausbichl“ GstNr.: 1325/2, 1326/1 |